# 全国高等学校野球選手権福岡大会
全国高等学校野球選手権福岡大会（ぜんこくこうとうがっこうやきゅうせんしゅけんふくおかたいかい）は、福岡県で開催されている全国高等学校野球選手権大会（夏の甲子園）の地方大会。

## 前史
1915年（第1回大会）から九州大会に参加していた福岡県勢だったが、1923年（第9回大会）から1926年（第12回大会）まで不参加となった。これは当時の福岡県知事が他県の学校との試合を禁止したことによる。1925年（第11回大会）から北九州大会と南九州大会に分割されており、福岡県勢は1927年（第13回大会）から北九州大会に参加した。
| 年度                                | 参加県                                     |
| ----------------------------------- | ------------------------------------------ |
| 九州大会                            |                                            |
| 1915年（第1回）                     | 福岡・長崎                                 |
| 1916年（第2回）                     | 福岡                                       |
| 1917年（第3回）                     | 福岡・長崎・宮崎                           |
| 1918年（第4回）                     | 福岡・長崎                                 |
| 1919年（第5回）                     | 福岡・佐賀・長崎                           |
| 1920年（第6回）                     | 福岡・佐賀・長崎・熊本                     |
| 1921年（第7回）                     | 福岡・佐賀・長崎・熊本・大分・宮崎・鹿児島 |
| 1922年（第8回）                     | 福岡・佐賀・長崎・熊本・大分・鹿児島・沖縄 |
| 北九州大会                          |                                            |
| 1927年（第13回） - 1929年（第15回） | 福岡・佐賀・長崎・大分                     |
| 1930年（第16回） - 1940年（第26回） | 福岡・佐賀・長崎                           |
| 1946年（第28回） - 1947年（第29回） | 福岡・佐賀・長崎                           |

※ 1941年（第27回大会）は地方大会も中止となった。
10回行われ8回参加した九州大会で6回優勝、18回行われ16回参加した北九州大会で11回優勝するなど、福岡県勢の強さが際立っていた。1948年（第30回大会）から単独代表となった。

## 概要
福岡県は最北端と最南端、および最東端と最西端で100km以上の距離があるため、県内を「北部」（北九州地方・筑豊地方。県立高校の第1 - 3及び4学区の東部と11 - 13学区）と「南部」（福岡地方・筑後地方。同4学区西部と5 - 10学区）とに分け、南北の代表校を決定する。そしてこれらの代表校によって県大会を行い、代表を争うシステムが採られている。
2008年以前は、北部南部とも各8校、計16校が県大会に進出するシステムで、北部南部の大会は4回戦まで、県大会は全校5回戦からとなっていたが、特に昭和末期以降、北部と南部の参加校数の差が拡大した（福岡都市圏を抱える南部の方が多い）ため、北部予選では組み合わせ上3回戦から登場し2勝で県大会に出場できるチームがある一方、南部予選では1回戦から4勝しなければ県大会に出場できないチームもあり、不公平であることが問題とされていた。そのため、北部の県大会出場校は8校と維持したまま、南部の県大会出場校を増やす事で不公平を解消することとなり、2009年の第91回大会から、北8校南11校の計19校が県大会に進出するよう、北部南部大会の組み合わせを配分するシステムとなった。北部南部の各大会は3回戦までで、県大会の初戦は4回戦（6チーム）または5回戦（13チーム）からとなった。なお、県大会の組み合わせは、全19校が決定してから再抽選により決定されていた、その際、北部・南部の分けは行われなかったため、県大会初戦の対戦相手が北部代表または南部代表同士となるケースもあった。
2013年の第95回大会から、宗像市・福津市・古賀市・糟屋郡の10校が北部に移設され、北部65校、南部70校となった。それを南部北部それぞれAからHの8つのパートに分け、それぞれのパートのトップが県大会進出となっている。また、最初の抽選の段階ですべての組み合わせが決められ、なおかつ県大会の初戦で北部Aパートのトップ対南部Aパートのトップ、というように、北部のAからHパートのトップと南部のAからHパートのトップがそれぞれ対戦する形となっているため、県大会の初戦で北部同士・南部同士が対戦することはなくなった。
2008年の第90回記念大会では132校が予選に参加したが、通常1代表のみの6府県が2代表となり、府県予選が分割されたため、東東京の144校に次ぐ全国2位の出場校数となった。

## 記念大会の区分け
第100回記念大会（2018年）
第100回記念大会（2018年）では九州・沖縄地区の県では初めて2校に増枠となり、北福岡と南福岡に区分けされた。区分けについては以下の通り（2018年時点で高等学校のない市町村、および2018年大会に参加していない高等学校のみの市町村については省略）。
- 北福岡：北九州市、中間市、行橋市、豊前市、直方市、飯塚市、田川市、宮若市、嘉麻市、宗像市、古賀市、福津市、糟屋郡（宇美町・須恵町・新宮町・粕屋町）、嘉穂郡（桂川町）、田川郡（香春町）、遠賀郡（遠賀町）、京都郡（苅田町・みやこ町）、築上郡（築上町）
- 南福岡：福岡市、筑紫野市、春日市、大野城市、太宰府市、糸島市、大牟田市、柳川市、八女市、筑後市、大川市、みやま市、久留米市、小郡市、うきは市、朝倉市

## 使用球場

### 現在
北部大会
- 北九州市民球場（2年に1回、県大会でも使用）
- 北九州市立桃園球場
- 北九州市立的場池球場
- 中間市営球場
- 県営筑豊緑地野球場（2014年は県大会でも使用）
- 光陵グリーンスタジアム（2013年 - ）

南部大会
- 県営春日公園野球場（2003年・2009年は県大会でも使用）
- 桧原公園野球場
- 小郡市野球場（2005年・2011年・2015年・2017年は県大会でも使用）
- 久留米市野球場（2007年から2年に1回、県大会でも使用。但し2009年を除く）
- 大牟田市延命球場（2001年まで県大会でも使用）

2010年まで県大会は1つの球場で行ってきたが、2011年は久留米（16試合）と小郡（3試合）、2014年は北九州市民球場（7試合）と筑豊（8試合）で開催された。

### 過去
- 北九州市立大谷球場（2011年まで）
- 福岡ドーム（2007年 - 2009年、2012年）

2018年も福岡ドームで南・北福岡大会の開会式と両大会の開幕戦を行う予定だったが、平成30年7月豪雨の影響を受け中止した。

## 大会結果
| 年度（大会）          | 校数 | 優勝校       | 決勝スコア | 準優勝校     | 備考     |
| --------------------- | ---- | ------------ | ---------- | ------------ | -------- |
| 1948年（第30回大会）  | 48   | 小倉         | 1 - 0      | 伝習館       | 延長11回 |
| 1949年（第31回大会）  | 52   | 小倉北       | 5 - 2      | 八幡         |          |
| 1950年（第32回大会）  | 74   | 小倉         | 7 - 3      | 三池         |          |
| 1951年（第33回大会）  | 79   | 小倉         | 7 - 0      | 伝習館       |          |
| 1952年（第34回大会）  |      | 三池         | 12 - 4     | 伝習館       |          |
| 1953年（第35回大会）  |      | 東筑         | 2 - 1      | 戸畑         |          |
| 1954年（第36回大会）  |      | 小倉         | 10 - 2     | 嘉穂東       |          |
| 1955年（第37回大会）  |      | 小倉         | 4 - 1      | 門司東       |          |
| 1956年（第38回大会）  |      | 小倉         | 5 - 2      | 戸畑         |          |
| 1957年（第39回大会）  |      | 戸畑         | 10 - 4     | 修猷館       |          |
| 1958年（第40回大会）  |      | 八女         | 5 - 3      | 小倉         |          |
| 1959年（第41回大会）  |      | 戸畑         | 5 - 0      | 東筑         |          |
| 1960年（第42回大会）  |      | 戸畑         | 4 - 3      | 柳川商       |          |
| 1961年（第43回大会）  |      | 戸畑         | 3 - 1      | 小倉         |          |
| 1962年（第44回大会）  |      | 久留米商     | 8 - 0      | 小倉工       |          |
| 1963年（第45回大会）  |      | 柳川商       | 2 - 0      | 博多工       |          |
| 1964年（第46回大会）  |      | 小倉工       | 1 - 0      | 八幡工       |          |
| 1965年（第47回大会）  |      | 三池工       | 6 - 4      | 飯塚商       |          |
| 1966年（第48回大会）  |      | 小倉工       | 6 - 3      | 柳川商       |          |
| 1967年（第49回大会）  |      | 小倉工       | 3 - 0      | 九州工       |          |
| 1968年（第50回大会）  |      | 飯塚商       | 8 - 1      | 博多         |          |
| 1969年（第51回大会）  |      | 飯塚商       | 3 - 0      | 直方学園     |          |
| 1970年（第52回大会）  |      | 九州工       | 4 - 1      | 博多工       |          |
| 1971年（第53回大会）  |      | 筑紫工       | 4 - 3      | 八女工       |          |
| 1972年（第54回大会）  |      | 東筑         | 1 - 0      | 戸畑商       |          |
| 1973年（第55回大会）  |      | 柳川商       | 5 - 0      | 直方学園     |          |
| 1974年（第56回大会）  |      | 福岡第一     | 4 - 3      | 小倉南       |          |
| 1975年（第57回大会）  |      | 小倉南       | 2 - 1      | 柳川商       |          |
| 1976年（第58回大会）  |      | 柳川商       | 10 - 1     | 九州工       |          |
| 1977年（第59回大会）  |      | 九州産       | 8 - 5      | 柳川商       |          |
| 1978年（第60回大会）  |      | 東筑         | 1 - 0      | 柳川         |          |
| 1979年（第61回大会）  |      | 八幡大付     | 6 - 0      | 嘉穂         |          |
| 1980年（第62回大会）  |      | 田川         | 3 - 2      | 嘉穂         |          |
| 1981年（第63回大会）  |      | 福岡大大濠   | 10 - 4     | 九産大九産   |          |
| 1982年（第64回大会）  |      | 八幡大付     | 12 - 3     | 博多工       |          |
| 1983年（第65回大会）  |      | 久留米商     | 8 - 2      | 福岡         |          |
| 1984年（第66回大会）  |      | 福岡大大濠   | 10 - 0     | 八幡大付     |          |
| 1985年（第67回大会）  |      | 久留米商     | 6 - 3      | 福岡第一     |          |
| 1986年（第68回大会）  |      | 西日本短大付 | 6 - 2      | 豊国学園     |          |
| 1987年（第69回大会）  |      | 東筑         | 4 - 0      | 柳川         |          |
| 1988年（第70回大会）  |      | 福岡第一     | 12 - 3     | 八幡大付     |          |
| 1989年（第71回大会）  |      | 福岡大大濠   | 6 - 4      | 西日本短大付 |          |
| 1990年（第72回大会）  |      | 西日本短大付 | 9 - 4      | 福岡工大付   |          |
| 1991年（第73回大会）  |      | 柳川         | 2 - 1      | 沖学園       |          |
| 1992年（第74回大会）  | 137  | 西日本短大付 | 4 - 1      | 福岡工大付   |          |
| 1993年（第75回大会）  |      | 東福岡       | 6 - 0      | 小倉東       |          |
| 1994年（第76回大会）  |      | 九州工       | 6 - 4      | 九州国際大付 |          |
| 1995年（第77回大会）  |      | 柳川         | 6 - 4      | 福岡工大付   |          |
| 1996年（第78回大会）  |      | 東筑         | 2x - 1     | 東福岡       |          |
| 1997年（第79回大会）  |      | 福岡工大付   | 7 - 5      | 柳川         |          |
| 1998年（第80回大会）  |      | 東福岡       | 13 - 0     | 東筑         |          |
| 1999年（第81回大会）  |      | 東福岡       | 5 - 2      | 九産大九州   |          |
| 2000年（第82回大会）  |      | 柳川         | 3 - 1      | 福岡工大付   |          |
| 2001年（第83回大会）  | 133  | 九産大九州   | 10 - 1     | 福岡工       |          |
| 2002年（第84回大会）  | 135  | 柳川         | 4 - 4      | 九州国際大付 | 延長15回 |
| 2002年（第84回大会）  | 135  | 柳川         | 11 - 8     | 九州国際大付 | 再試合   |
| 2003年（第85回大会）  | 135  | 筑陽学園     | 13 - 8     | 九産大九州   |          |
| 2004年（第86回大会）  | 134  | 西日本短大付 | 6 - 0      | 福岡第一     |          |
| 2005年（第87回大会）  | 131  | 柳川         | 4 - 2      | 戸畑商       |          |
| 2006年（第88回大会）  | 131  | 福岡工大城東 | 14 - 1     | 柳川         |          |
| 2007年（第89回大会）  | 130  | 東福岡       | 9 - 5      | 沖学園       |          |
| 2008年（第90回大会）  | 132  | 飯塚         | 6 - 1      | 沖学園       |          |
| 2009年（第91回大会）  | 133  | 九州国際大付 | 9 - 0      | 筑陽学園     |          |
| 2010年（第92回大会）  | 133  | 西日本短大付 | 4 - 0      | 東福岡       |          |
| 2011年（第93回大会）  | 135  | 九州国際大付 | 11 - 2     | 東筑         |          |
| 2012年（第94回大会）  | 135  | 飯塚         | 4 - 2      | 福岡第一     |          |
| 2013年（第95回大会）  | 135  | 自由ケ丘     | 9 - 1      | 南筑         |          |
| 2014年（第96回大会）  | 135  | 九州国際大付 | 16 - 0     | 北筑         |          |
| 2015年（第97回大会）  | 136  | 九州国際大付 | 4 - 0      | 東海大五     |          |
| 2016年（第98回大会）  | 134  | 九州国際大付 | 4 - 3      | 福岡工大城東 |          |
| 2017年（第99回大会）  | 134  | 東筑         | 3 - 1      | 福岡大大濠   |          |
| 2018年（第100回大会） | 北63 | 折尾愛真     | 12 - 9     | 飯塚         |          |
| 2018年（第100回大会） | 南70 | 沖学園       | 1 - 0      | 九産大九州   |          |
| 2019年（第101回大会） | 133  | 筑陽学園     | 7 - 4      | 西日本短大付 |          |
| 2020年（第102回大会） | -    | （中止）     | （中止）   | （中止）     | 独自大会 |
| 2021年（第103回大会） | 135  | 西日本短大付 | 5 - 0      | 真颯館       |          |
| 2022年（第104回大会） | 136  | 九州国際大付 | 1 - 0      | 筑陽学園     |          |
| 2023年（第105回大会） | 135  | 九州国際大付 | 2 - 1      | 東筑         |          |
| 2024年（第106回大会） | 135  | 西日本短大付 | 5 - 2      | 福岡大大濠   |          |
| 2025年（第107回大会） | 132  | 西日本短大付 | 10 - 1     | 九州国際大付 |          |

- 校数は連合チームを1校とする

## がんばれ福岡2020
2020年に開催予定の第102回全国高等学校野球選手権大会が新型コロナウイルス感染症（COVID-19）の流行により、本大会と全国の地方大会が中止となったことに伴い、福岡県内独自の代替大会として「がんばれ福岡2020」を県内4地区に分け参加123チームで開催された。
| 地区     | 校数 | 優勝校       | 決勝スコア | 準優勝校   | 備考     | 球場             |
| -------- | ---- | ------------ | ---------- | ---------- | -------- | ---------------- |
| 福岡     | 40   | 福岡         | 4x - 3     | 福岡大大濠 | 延長11回 | 福岡PayPayドーム |
| 北九州   | 32   | 九州国際大付 | 10 - 7     | 真颯館     |          | 北九州市民球場   |
| 筑後     | 19   | 西日本短大付 | 3 - 1      | 久留米商   |          | 久留米市野球場   |
| 福岡中央 | 32   | 飯塚         | 11 - 3     | 福岡魁誠   |          | 北九州市民球場   |

## 学校別全国大会出場回数
| 出場数 | 校名         | 通算成績 | 優勝数 |
| ------ | ------------ | -------- | ------ |
| 10回   | 小倉         | 15勝8敗  | 2回    |
| 9回    | 九州国際大付 | 6勝9敗   |        |
| 8回    | 柳川         | 10勝8敗  |        |
| 8回    | 小倉工       | 8勝8敗   |        |
| 6回    | 東筑         | 3勝6敗   |        |
| 6回    | 西日本短大付 | 9勝5敗   | 1回    |
| 4回    | 久留米商     | 9勝4敗   |        |
| 4回    | 戸畑         | 3勝4敗   |        |
| 4回    | 福岡工       | 2勝4敗   |        |
| 4回    | 東福岡       | 1勝4敗   |        |
| 3回    | 福岡大大濠   | 5勝3敗   |        |
| 2回    | 福岡第一     | 6勝2敗   |        |
| 2回    | 豊国学園     | 2勝2敗   |        |
| 2回    | 飯塚商       | 2勝2敗   |        |
| 2回    | 福岡工大城東 | 2勝2敗   |        |
| 2回    | 飯塚         | 1勝2敗   |        |
| 2回    | 明善         | 0勝2敗   |        |
| 2回    | 真颯館       | 0勝2敗   |        |
| 2回    | 筑陽学園     | 0勝2敗   |        |
| 1回    | 三池工       | 5勝0敗   | 1回    |
| 1回    | 八女         | 1勝1敗   |        |
| 1回    | 筑紫台       | 1勝1敗   |        |
| 1回    | 九産大九州   | 1勝1敗   |        |
| 1回    | 沖学園       | 1勝1敗   |        |
| 1回    | 三池         | 0勝1敗   |        |
| 1回    | 小倉南       | 0勝1敗   |        |
| 1回    | 九産大九産   | 0勝1敗   |        |
| 1回    | 田川         | 0勝1敗   |        |
| 1回    | 自由ケ丘     | 0勝1敗   |        |
| 1回    | 折尾愛真     | 0勝1敗   |        |

## 中継
- NHK福岡放送局・北九州放送局はテレビとラジオで準決勝以降（2012年まではラジオで4回戦以降（県大会）、2017年まではテレビで準々決勝以降、2019年まではラジオで準々決勝以降）の全試合を中継する[注 3]。
- KBCテレビは、かつては4回戦以降県大会を生中継していたが、後に決勝戦のみに縮小（2021年まで、2012年は生中継は行わずダイジェストでの放送、2022年以降地上波では通常番組を放送、制作は行ったが配信のみで2023年は解説者の登場が無かった）。2009年頃までKBCラジオでも決勝を中継していた。2017年は局のホームページとバーチャル高校野球（朝日新聞社と朝日放送の共同運営）で準々決勝以降、2019年は準決勝以降の試合が配信される。
- 2016年はJ:COM福岡・J:COM北九州で、北九州市民球場で開催される5回戦（ベスト16）8試合をJ:COMチャンネルで中継する[4]。2017年は準々決勝・準決勝も当日の夜に録画放送する[5][注 4]。2018年は開会式と北福岡大会と南福岡大会の準々決勝それぞれ4試合、合計8試合を生中継する[6]。2019年は5回戦・準々決勝を生中継するが、5回戦は北九州市民球場・久留米市野球場が中継対象となり、エリアに準じた球場が生中継、もう一方の球場は録画放送する。2023年はエリア別の中継を行わず、北九州市民球場で行われる4回戦・5回戦と、久留米市野球場で行われる準々決勝を中継[7]。